# 华游蛇
华游蛇（学名：Trimerodytes percarinatus）为游蛇科环游蛇属的爬行动物，俗名草赤链、乌游蛇。分布于缅甸、泰国、越南、台湾岛以及中国大陆的上海、江苏、浙江、安徽、福建、江西、河南、湖南、湖北、广东、香港、海南、广西、四川、贵州、云南、陕西、甘肃等地，常栖息于山区溪流或水田内。其生存的海拔范围为100至1646米。该物种的模式产地在福建挂墩。
本种原隶属华游蛇属（Sinonatrix），2019年，有学者通过基因研究将华游蛇属并入环游蛇属（Trimerodytes）。

## 亚种
- 华游蛇指名亚种（学名：Trimerodytes percarinata percarinata），Boulenger于1899年命名。分布于缅甸、越南以及中国大陆的大陆各地等地。该物种的模式产地在福建挂墩。[4]
- 白腹游蛇（华游蛇台湾亚种），Maki于1931年命名。分布于台湾岛等地。该物种的模式产地在台湾南部。[5]

## 外部連結
- The Reptile Database上的 Trimerodytes percarinata